# Attica (Ohio)
Attica – wieś w USA, w stanie Ohio, w hrabstwie Seneca.
Liczba mieszkańców w 2000 roku wynosiła 955.